# Gunnar Aase
Gunnar Aase (29 settembre 1971) è un allenatore di calcio e calciatore norvegese, di ruolo centrocampista.

## Carriera

### Giocatore

#### Club
Giocò per il Viking dal 1990 al 2000. Vinse, con questa squadra, il campionato 1991. Si ritirò alla fine del 2000, dopo la finale persa dell'edizione stagionale della Coppa di Norvegia, a causa di un conflitto con la società che voleva la riduzione del suo stipendio.

#### Nazionale
Aase giocò 3 partite per la Norvegia. Esordì il 29 marzo 1995, andando anche a segno nel successo per 2-0 sul Lussemburgo: Aase sostituì Jostein Flo all'inizio del secondo tempo.

### Allenatore
Nel 2003 fu tecnico del Sola, assieme a Børre Meinseth.